# Devil’s Lapful
Devil’s Lapful (dt. Teufels Schoß) ist eine archäologische Stätte etwa 1000 m von der Butteryhaugh Bridge im Wald, etwa 1,3 km südöstlich von Kielder im Westen von Northumberland, in England. Der Steinkammerlose Long Cairn steht unter Denkmalschutz. 
Derartige Cairns kommen insbesondere in Schottland vor und stammen aus der frühen bis mittleren Jungsteinzeit (etwa 3400–2400 v. Chr.) und waren vermutlich über Generationen Begräbnisstätten einer lokalen Gemeinschaft.
Der Nordost-Südwest orientierte Cairn am Südwesthang eines Hügels ist einer der wenigen erhaltenen Long Cairns in Northumberland. Er besteht aus runden Felsblöcken mit kleineren Steinen und einigen Steinplatten an den Rändern. Es misst etwa 60,0 × 14,0 Meter und ist 2,0 Meter hoch. Einige Steine wurden abgebaut, um nordwestlich des Cairns einen Schafstall zu errichten.